# Guasave
Guasave – miasto w zachodniej części meksykańskiego stanu Sinaloa, położone w odległości około 30 kilometrów od wybrzeża Pacyfiku nad Zatoką Kalifornijską, na południowy wschód od miasta Los Mochis. Miasto w 2005 roku liczyło 66 793 mieszkańców. Nazwa miasta i gminy pochodzi od nazwy koczowniczego plemienia (Guasaves oraz Tamasulas) zamieszkujących w prehiszpańskiej historii tereny gminy Guasave oraz sąsiedniej Angostura.

## Gmina Guasave

Położenie gminy Guasave na mapie stanu Sinaloa

Miasto jest siedzibą władz gminy Guasave, jednej z 18 gmin w stanie Sinaloa. Według spisu z 2005 roku ludność gminy liczyła 277 560 mieszkańców. Gminę utworzono w 1917 roku decyzją gubernatora Ángela Floresa. Ludność gminy jest zatrudniona według ważności w następujących gałęziach: rolnictwie, hodowli, rybołówstwie, przemyśle i usługach turystycznych. Najczęściej uprawia się pszenicę, fasolę, ciecierzycę, soję, ziemniaki, trzcinę cukrową, bawełnę, pomidory, kukurydzę i ryż. Spośród zwierząt najczęściej hoduje się bydło z przeznaczeniem na mięso, którego przerobem zajmują się liczne zakłady mięsne, a także trzodę chlewną i owce.